# Strabane
Strabane (en gaèlic irlandès An Srath Bán, que vol dir "la strath blanca") és una vila d'Irlanda del Nord, al comtat de Tyrone, a la província de l'Ulster. Està situada al marge est del riu Foyle, que marca frontera amb la República d'Irlanda, i es troba equidistant entre Omagh, Derry i Letterkenny

## Demografia
Strabane és classificada com a "ciutat mitjana" per l'Agència d'Estadístiques i Recerca d'Irlanda del Nord (NISRA) (p. ex. amb població entre 10.000 i 18.000 habitants). Segons el darrer cens (29 d'abril de 2001) hi havia 13.456 habitants a Enniskillen.
- 27,6% tenien menys de 16 anys i el 13,7% en tenien 60 o més
- 51,1% de la població és masculina i el 48,9% era femenina
- 93,3% eren catòlics irlandesos i el 6,1% són protestants
- 5,7% de la població de 16–74 estaven a l'atur.
- 99,3% de la població eren blancs ètnics

## Situació de l'irlandès
Strabane té la llar d'infants en irlandès Naíscoil an tSratha Báin, fundada en 1994, i una Gaelscoil (escola primària). Altres grups en gaèlic irlandès inclouen la branca Craobh Mhic an Chrosáin de la Conradh na Gaeilge i Gaelphobal, un grup paraigua d'organitzacions del gaèlic irlandès actives al districte de Strabane.

## Història recent
Strabane havia tingut l'honor dubtós de tenir la taxa d'atur més alta del món industrial, en el punt més àlgid del conflicte d'Irlanda del Nord. És una de les ciutats econòmicament més desfavorides al Regne Unit.
L'agost de 2005 un programa del Channel 4 presentats pels experts en la propietat Kirstie Allsopp i Phil Spencer classificaren Strabane en el vuitè pitjor lloc per a viure al Regne Unit, gràcies a l'alta taxa d'atur. Strabane es va moure fora del top 20 en l'edició de 2007.

### "The Troubles"

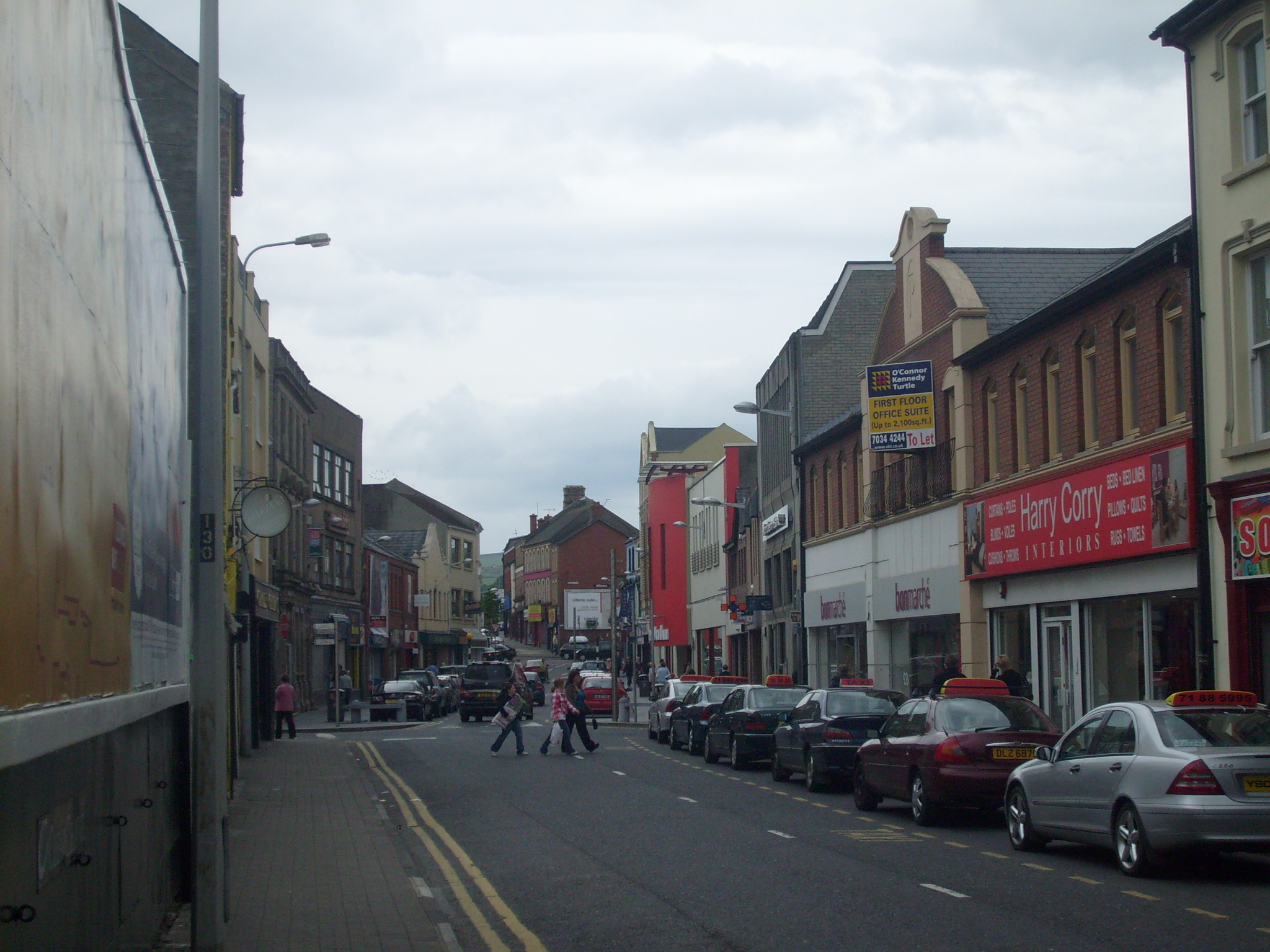
Carrer principal de Strabane

Strabane va patir grans danys durant el conflicte d'Irlanda del Nord, a partir de la dècada de 1970 i fins a finals de la dècada de 1990, amb bombes i tirotejos: els grups paramilitars republicans irlandesos, principalment l'IRA Provisional, atacà regularment a la ciutat les unitats i bases de l'Exèrcit Britànic i de la Royal Ulster Constabulary (RUC). Strabane fou durant aquells anys la ciutat més bombardejada de la seva dimensió a Europa i era la ciutat més bombardejada a Irlanda del Nord. Molts civils i membres de les forces de seguretat van morir o foren ferits durant el conflicte.
Molts regiments de l'exèrcit britànic d'Anglaterra, Escòcia i Gal·les serviren a Strabane en diverses ocasions durant els disturbis. Ja no hi ha una presència permanent de l'Exèrcit a la ciutat.
Strabane va participar en la Ulster Projecte Internacional que va enviar als Estats Units adolescents catòlics i protestants per tal de treballar en la reducció dels perjudicis.

## Política
En les eleccions municipals de maig de 2011 els membres del Consell de Districte de Strabane van ser escollits pels següents partits polítics: 8 Sinn Féin, 4 Partit Democràtic Unionista (DUP), 1 Social Democratic and Labour Party (SDLP), 1 Partit Unionista de l'Ulster (UUP) i 2 independents nacionalistes. L'actual president del consell és Michaela Boyle (Sinn Féin), la segona regidora en ocupar el càrrec de president. L'àrea del consell de districte Strabane té una superfície de 861,6 km² i segons el cens de 2001 tenia una població total de 38.250 habitants.
Des de 1997 Strabane és part del districte electoral per a les eleccions a Westminster de Tyrone West, que ocupa des de 2001 pel Sinn Féin Pat Doherty. De 1983 a 1997 va formar part de la circumscripció de Foyle, que va ocupar durant aquest temps el llavors líder del SDLP John Hume.

## Agermanaments
- Zeulenroda-Triebes

## Personatges il·lustres
- Flann O'Brien, escriptor

## Galeria d'imatges

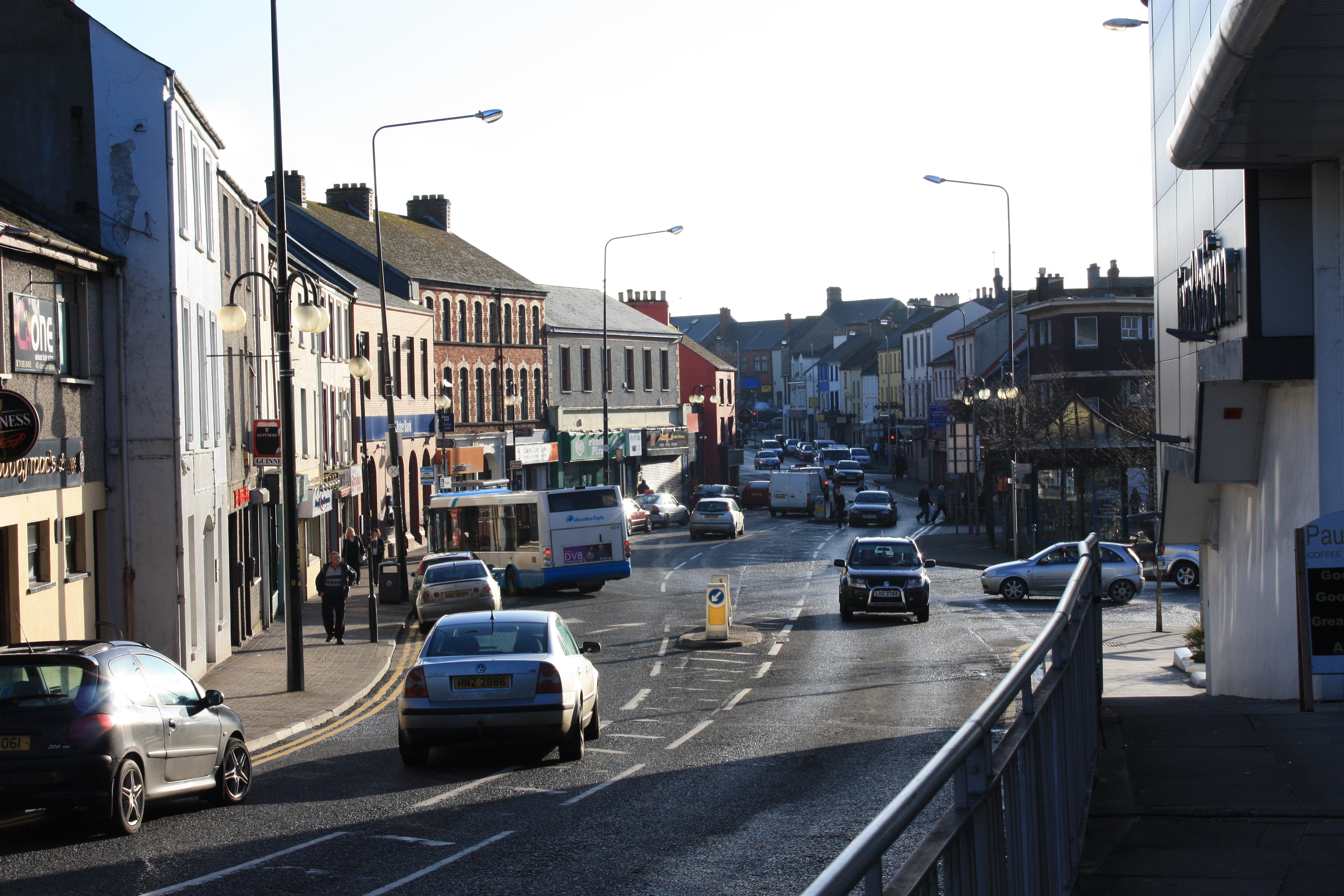
Plaça Abercorn
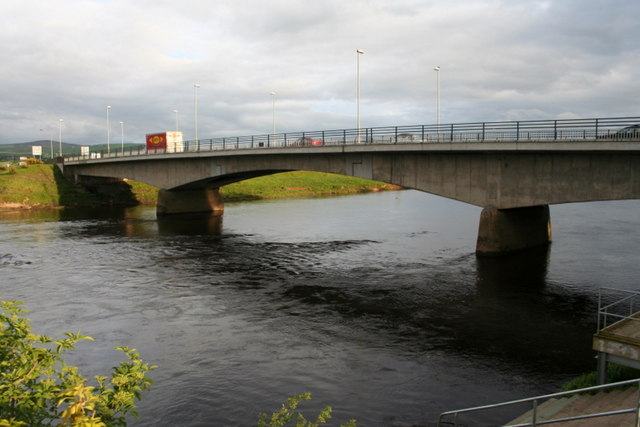
Pont sobre el Foyle
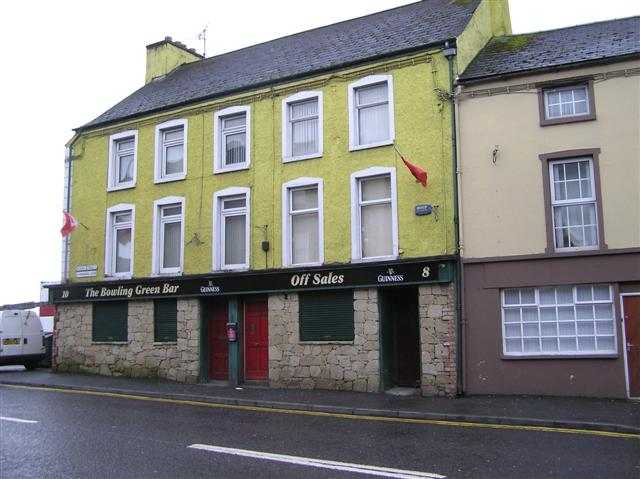
Bowling Green Bar